# William Johnson
Sir William Johnson (Meath, 1715 – Johnstown, 11 luglio 1774) è stato un generale e politico irlandese.
Fondatore di Johnstown, nello stato di New York, fu un pioniere irlandese ed un ufficiale dell'esercito inglese nella colonia di New York. Venne nominato sovrintendente britannico agli Affari Indiani, carica che ricoprì dal 1755 al 1774. Servì il Consiglio del Governatore della colonia di New York, guadagnando il grado di generale di divisione nelle forze britanniche durante la Guerra franco-indiana. Sir William fu un uomo con molti possedimenti e, alla fine, i suoi possessi nella valle del fiume Mohawk ricoprivano circa 1.600 km².

## Biografia

### Le origini irlandesi
William Johnson nacque da Christopher Johnson - a sua volta figlio di William MacShane e fu quindi discendente di Sir Turlough mac Henry Ó Néill - a County Meath, in Irlanda nel 1715. La famiglia originaria era quella degli O'Neill of the Fews di Armagh e quindi un ramo degli Uí Néill. La famiglia perse i suoi possedimenti durante le Guerre Confederate Irlandesi e gli epiloghi irlandesi della Gloriosa rivoluzione. Il padre di William era originariamente noto come Cristopher MacShane (Ó Néill) ma cambiò il suo nome nella versione inglese di MacShane: Johnson.
Si presume che William avesse originariamente pianificato una carriera legale o commerciale, ma nel 1738 emigrò in America per gestire le terre acquisite da suo zio, l'Ammiraglio Sir Peter Warren. Insediatosi nella parte settentrionale dello Stato di New York lungo il fiume Mohawk, fondò Fort Johnson, residenza e centro commerciale, che provvedette anche come protezione per i coloni locali. Convisse con gli indiani Mohawk da cui imparò molto e che lo adottarono, facendone in seguito un capo civile (sachem).
Johnson fu nominato Sovrintendente per gli Affari Indiani dai Britannici, diventando in seguito Generale di divisione nelle forze armate britanniche durante la guerra franco-indiana. Come ricompensa per i suoi servigi, gli furono garantiti terreni addizionali, dove ora si trovano le contee di Hamilton e Fulton. Nel 1762, fondò la città di Johnstown circa 40 km a ovest di Schenectady, nello Stato di New York. La città, originariamente chiamata John's Town, nome dato da Johnson in onore di suo figlio, John. Dieci anni dopo Johnstown divenne la sede amministrativa della contea di Tryon quando Johnson convinse William Tryon, Governatore britannico di New York, a separare la porzione occidentale dello stato dalla contea di Albany, facendo di Johnstown e dell'area circostante una contea separata denominata così in onore del governatore Tryon.
Johnson divenne in breve uno dei più ricchi ed influenti cittadini dello stato di New York. Iniziò la propria attività commerciando con gli Indiani, in breve il suo commercio arrivò ad abbracciare svariate attività, soprattutto legate al commercio di legname. I Nativi Americani, con cui aveva a che fare quotidianamente, come segno di stima per i suoi successi in ambito commerciale gli diedero il nome di "Warragghivagey," ovverosia "Colui che fa molto commercio". Il business di Johnson, in particolare la branca relativa al commercio di legname, beneficiò in modo sostanzioso della schiavitù, allora legale nello Stato di New York. Lui ebbe sessanta schiavi, diventando uno dei più grossi schiavisti della contea se non dell'intero Stato di New York.

### La famiglia
Nel giugno del 1739, William iniziò una relazione con un'immigrante originaria del Palatinato, Catherine Weisenberg (1723 - Aprile 1759). Lei arrivò in America come donna a servizio di una famiglia modesta, ma riuscì a fare un passo avanti, sembra con l'aiuto della propria famiglia di origine, diventando la governante della famiglia Phillips. William acquisì il contratto dai Philipps, iniziando a vivere con Catherine un rapporto di coppia. Prima della morte di Catherine ebbero tre figli. Il loro figlio John Johnson, ereditò il titolo e gran parte dei possessi del padre.
Dopo la morte di Catherine iniziò un'altra relazione di fatto con Elizabeth Brant, da cui ebbe altri tre figli, Keghneghtago o Brant, nato nel 1742, Thomas e Christian, nati rispettivamente nel 1744 e nel 1745, entrambi prematuramente scomparsi. Nel 1750 circa ebbe un figlio da una donna Mohawk, bambino chiamato Tagawirunta (o William all'inglese), probabilmente da Margaret, la sorella minore di Elizabeth Brant.
Dopodiché ebbe otto figli da Molly Brant, sorella maggiore di Joseph Brant e da Caroline Peters, nipote di Hendrick, altri tre. È risaputo anche che Johnson sia stato in intimità con le sorelle Susannah ed Elizabeth Wormwood (figlie di Henry Wormwood), con una donna irlandese di nome Mary McGrath (dalla quale sembra abbia avuto una figlia, Mary), e con numerose altre donne Mohawk.

### La guerra franco-indiana

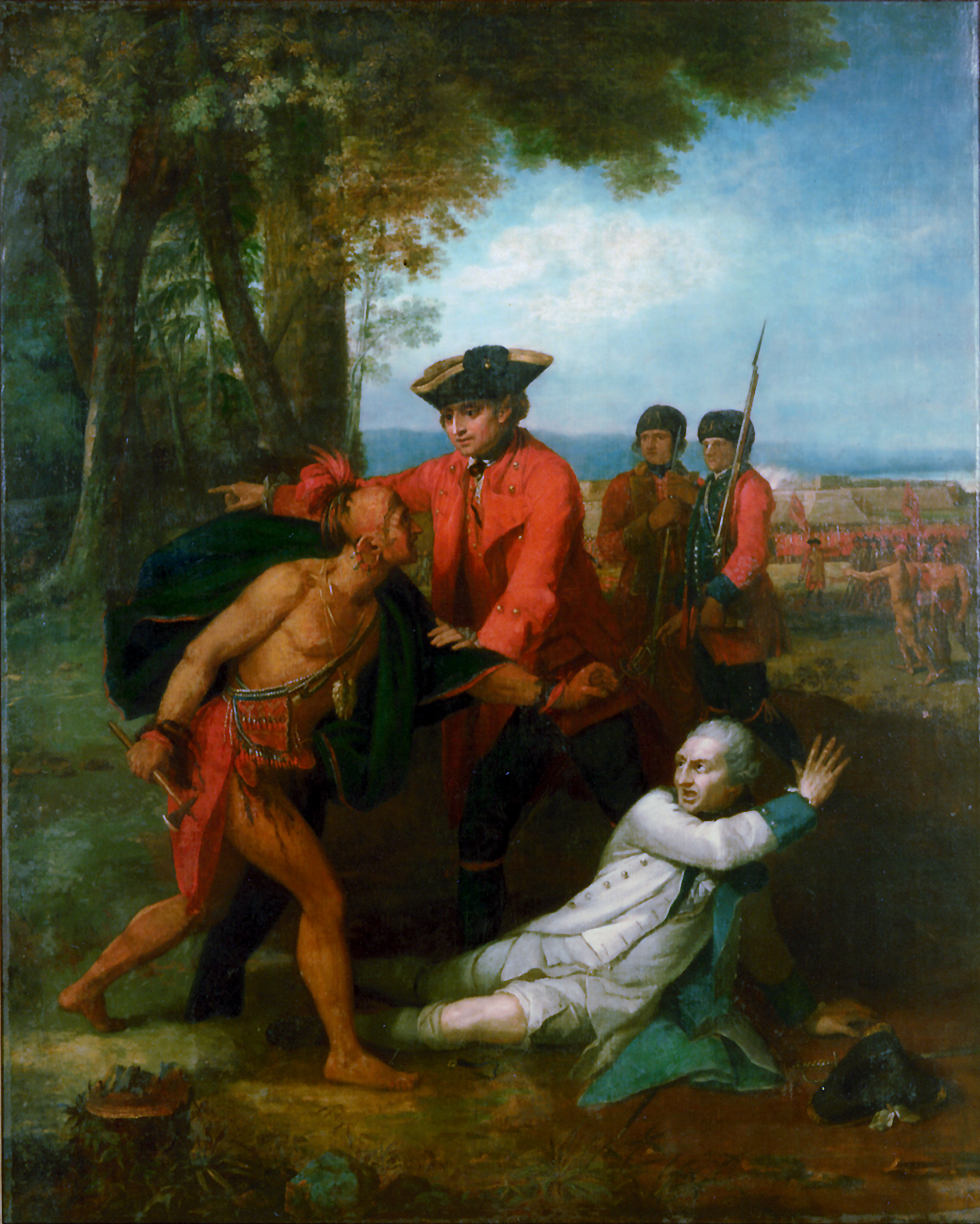
Il dipinto di Benjamin West che raffigura la clemenza di Johnson nei confronti dell'ufficiale francese Baron Dieskau, dopo la battaglia del lago Giorgio

Il Comandante in capo britannico, Generale Braddock, nominò Johnson generale di divisione e gli diede il compito di guidare le forze della milizia contro Crown Point. In Settembre la sua spedizione sconfisse il Barone Dieskau nella battaglia del lago Giorgio. Come riconoscimento per la sua vittoria fu premiato con 5.000 sterline e nominato baronetto in Novembre. Nel 1758 fece parte del fallito tentativo del Generale Abercrombie di conquistare Fort Ticonderoga.
Durante l'estate del 1759 Johnson guidò una forza "mista", composta da Indiani e da forze della milizia, agli ordini del Generale John Prideaux, durante l'assedio di Fort Niagara. Quando Prideaux venne ucciso, Johnson prese il comando e conquistò il forte. Fu anche al seguito del Generale Amherst alla presa di Montreal nel 1760. Alla fine della guerra Re Giorgio premiò Johnson concedendogli dei possedimenti di 100,000 acri (400 km²) a nord del Fiume Mohawk.

### La morte
William Johnson morì di infarto in casa sua a Johnstown l'11 luglio 1774. Il suo ruolo di Sovrintendente agli Affari Indiani fu preso da suo nipote (e genero) Guy Johnson. La residenza di William Johnson a Johnstown, Johnson Hall, è ora un sito di interesse storico dello stato di New York ed è aperta al pubblico.

## Cultura di massa
- William Johnson compare nel prologo del romanzo Manituana scritto da Wu Ming.
- William compare anche in Assassin's Creed 3  e Assassin's Creed: Rogue ed è un membro dei Templari.